# 沈春華
沈春華（1960年2月13日—），中華民國新聞界人物，媒體人，出生於臺南市下營區，曾是中視新聞以及八大電視的晩間新聞時段的當家主播。23歲時以兒童節目《快樂小天使》拿下第1座金鐘獎，之後擔任主播，除了專業的播報能力，還有破紀錄得13座金鐘獎肯定，2008年以中天《沈春華Life Show》拿下綜合節目主持人獎，這是她第13座金鐘獎。也讓她成為歷屆電視金鐘獎以來最高紀錄得獎者。

## 簡介
沈春華的父親沈丁旺是台南縣下營鄉 （今台南市下營區）人，《南瀛文獻》有記載沈丁旺的資料。母親沈張金豆是台南縣麻豆鎮（今台南市麻豆區）人，兩人結婚後生下三女五男，沈春華排行第八，所以她從小被稱為「沈八妹」。沈家原住在台南縣下營鄉。沈丁旺在沈春華出生後舉家遷居高雄市前鎮區愛群國小旁從事其事業，沈丁旺總認為么女沈春華的出生為他帶來福氣，所以事業一帆風順，為高雄知名建商。爸爸從小就重視沈春華的教育。
沈春華從愛群國小讀到獅甲國中、高雄女中到輔仁大學大眾傳播學系。就讀輔大期間，陪一位學姐到光啟社錄影，幫該名學姐代班主持節目，就此發跡。第一個主持的節目為與當時光啟社副社長黑幼龍共同主持、黑幼龍製作的臺灣電視公司（台視）軍事科技節目《新武器大觀》。她也在黃義雄製作的中國電視公司（中視）綜藝節目《歡樂假期》擔任外景主持人，她在2011年10月27日說：「我進電視台第一個鏡頭是黃桑（黃義雄）給我的！」
1980年代，沈春華擔任台視兒童電視節目《快樂小天使》主持人，而成為當時台灣小朋友口中的「沈姐姐」。之後，仍在台視，主持《我愛紅娘》（與田文仲主持）、《大家樂》（和傅達仁共同主持）、《強棒出擊》（與盛竹如並列第一屆主持人）等綜藝節目或社教節目。1981年她畢業於輔仁大學大眾傳播學系，而後赴美國留學進修，就讀南加州大學媒體管理碩士班，並兼任台視新聞加州特派員。1989年獲得南加州大學媒體管理碩士學位，返回台灣，當時《中視晚間新聞》主播熊旅揚退休，中視新聞部早已經希望延攬沈春華；她欲投效台視新聞部卻遭拒絕，遂接受中視新聞部的禮聘。
1989年12月7日，中視首度與當時在輔仁大學任教的沈春華簽約，約定她自1990年1月1日接任《中視全球報導》主播（原主播為王介士）。1989年12月18日，沈春華赴中視新聞部報到，參與《中視全球報導》改版的規劃。
1990年1月1日，沈春華正式接任《中視全球報導》主播。1991年2月5日，《中視全球報導》與《中視晚間新聞》合併為《中視新聞全球報導》，她仍然擔任主播。1993年，與丈夫胡鎮康結婚，1994年、1998年生下1子1女,1993年5月22日，該日休假的她在中視新聞部主管同意下出席中視綜藝節目《娛樂星聞 小燕有約》，與主持人張小燕暢談準媽媽經；這是她在出任新聞主播期間首次出席綜藝節目。
2001年，沈春華取得中視同意，主持公共電視文化事業基金會（公視）兒童媒體素養教育節目《別小看我》，此時台灣小朋友已經得改口稱她是「沈阿姨」了。2007年，中時媒體集團（今旺旺中時媒體集團）購入中視，她在中天電視總經理周盛淵邀請下主持中天綜合台《沈春華Life Show》，此節目更讓她在2008年獲得第13座金鐘獎，個人事業再創高峰。2012年1月20日最後一次擔任《中視新聞全球報導》主播，正式告別22年主播生涯。
2014年10月13日，沈春華睽違兩年重返主播台，正式宣布加入八大電視新聞部，並於10月27日起，擔任八大第一台《GTV晚間新聞》主播。2016年10月28日，沈春華最後一次擔任《GTV晚間新聞》主播。
2017年4月13日，沈春華轉戰新媒體，擔任關鍵評論網《沈春華關鍵秀》主持人，開始主持網路直播節目。

## 經歷
| 年份                           | 頻道                                 | 節目                                          | 備註                                                          |
| 1981年～1987年                 | 台灣電視公司節目部                   |                                               | 主持人及製作人                                                |
| 1985年～1987年                 |                                      |                                               | 小星星出版社发行人                                            |
| 1986年11月4日～1987年5月5日    | 台灣電視公司                         | 《咕咕感應圈》                                | 主持人及製作人                                                |
| 1990年1月1日～1991年2月1日     | 中國電視公司                         | 《中視全球報導》                              | 主播                                                          |
| 1991年2月5日～2012年1月20日    | 中國電視公司                         | 《中視新聞全球報導》                          | 主播                                                          |
| 2000年8月1日                   | 中國電視公司                         | 《超級金頭腦》                                | 主持人                                                        |
| 2001年2月～2005年              | 公共電視台                           | 《別小看我》                                  | 主持人                                                        |
| 2001年12月18日～2002年9月4日   | 中國電視公司                         | 《遊戲e學堂》                                 | 主持人                                                        |
| 2003年～？                     | 中國電視公司                         | 《ABC To Go看動畫學英語》                     |                                                               |
| 2003年～？                     | 中國電視公司                         | 《ABC To Go英文開步走》                       | 製作人                                                        |
| 2003年～？                     |                                      |                                               | 熙旺創意學習股份有限公司CEO                                   |
| 2003年～？                     |                                      |                                               | 世界女記者與作家協會（AMMPE）中華民國分會理事長               |
| 2004年                         | 中國電視公司                         | 《Happy童盟國》                               | 製作人                                                        |
| 2004年6月1日～2012年1月        | 中視新聞台                           |                                               | 總監                                                          |
| 2004年10月11日～？             |                                      |                                               | 世界女記者與作家協會世界總會長                                |
| 2006年5月26日～？              | 中華電信大電視「U娛樂」頻道          | 《沈春華Live Show》                           | 主持人                                                        |
| 2006年7月21日～？              | 緯來兒童台                           | 《寶貝地球智多星》                            | 節目總顧問                                                    |
| 2007年1月8日～2011年10月30日   | 中天綜合台                           | 《沈春華Life Show》                           | 主持人                                                        |
| 2007年～？                     |                                      |                                               | 中視愛心基金會董事                                            |
| 2009年2月1日～2012年1月        | 中視                                 | 《挑戰面對面 唱旺新台灣》                     | 主持公共政策論壇節目                                          |
| 2009年10月27至29日             | 中視                                 | 《40迎新 希旺中視》                           | 40周年台慶特別節目製作兼主持，與翟倩玫共同擔任製作人（全3集） |
| 2011年12月12日                 | 中天綜合台                           | 《沈春華Woman Show》                          | 主持人                                                        |
| 2012年1月20日                  | 沈春華告別主播職位，但繼續擔當主持人 | 沈春華告別主播職位，但繼續擔當主持人          | 沈春華告別主播職位，但繼續擔當主持人                          |
| 2012年6月9日-2014年6月         | 年代新聞台                           | 《從台灣看全球》                              | 主持人                                                        |
| 2012年7月23日～2013年1月25日   | 八大第一台                           | 《十點NEW一下》（後改名《新聞NEW一下》）      | 主持人                                                        |
| 2013年4月22日～2013年11月14日  | 八大綜合台、高點綜合台               | 《愛情敲敲門第一版》                          | 主持人                                                        |
| 2014年2月14日～2014年5月9日    | 八大綜合台、高點綜合台               | 《愛情敲敲門第二版》                          | 主持人                                                        |
| 2014年7月19日～2015年2月21日   | 八大第一台                           | 《新聞會客室》                                | 主持人                                                        |
| 2014年10月27日～2016年10月28日 | 八大第一台                           | 《GTV晚間新聞》（後改名《黃金六點晚間新聞》） | 主播                                                          |
| 2017年4月13日~2017年6月29日    | 關鍵評論網                           | 《沈春華關鍵秀》                              | 主持人，沈春華首次轉戰新媒體，主持網路直播節目。              |
| 2019年3月6日~                  | 好房網TV                             | 《春宵一課》                                  | 主持人，網路節目                                              |
| 2019年6月25日                  |                                      | 國民黨總統初選國政願景發表會                  | 主持人                                                        |
| 2019年6月29日                  |                                      | 國民黨總統初選國政願景發表會                  | 主持人                                                        |
| 2019年7月3日                   |                                      | 國民黨總統初選國政願景發表會                  | 主持人                                                        |

## 主持作品

### 曾主持過的節目
| 年份                                       | 頻道                        | 節目                         | 備註                                                 |
|                                            | 台灣電視公司                | 《快樂小天使》               | 兒童節目                                             |
| 1983年10月                                 | 台灣電視公司                | 《慶祝光復節 歌謠50年》      | 台灣光復節特別節目                                   |
| 1986年11月4日-1987年5月5日                 | 台灣電視公司                | 《咕咕感應圈》               | 兒童節目                                             |
| 1984年10月10日                             | 台灣電視公司                | 《四海一家萬眾一心聯歡大會》 | 中華民國國慶特別節目，與田文仲、乾德門主持           |
|                                            | 台灣電視公司                | 《媽媽為我加油》             | 兒童節目                                             |
|                                            | 台灣電視公司                | 《我愛紅娘》                 | 與田文仲主持                                         |
|                                            | 台灣電視公司                | 《大家樂》                   | 與傅達仁主持                                         |
|                                            | 台灣電視公司                | 《強棒出擊》                 | 與盛竹如主持                                         |
|                                            | 台灣電視公司                | 《新武器大觀》               | 與黑幼龍主持                                         |
|                                            | 中國電視公司                | 《兒童天地》                 | 兒童節目                                             |
|                                            | 中國電視公司                | 《親心識我心》               |                                                      |
|                                            | 中國電視公司                | 《超級金頭腦》               | 益智節目                                             |
|                                            | 中國電視公司                | 《遊戲e學堂》                | 兒童節目                                             |
| 1995年11月24日首播                         | 中國電視公司                | 《黛安娜的告白：BBC專訪》    | 中視新聞特別節目，重新包裝英國廣播公司黛安娜王妃專訪 |
| 2001年1月6日01:00～01:30首播               | 中國電視公司                | 《兩岸關係新展望》           | 中視新聞特別節目                                     |
| 2009年10月27日至29日，每日22:00～23:00首播 | 中國電視公司                | 《40迎新 希旺中視》          | 中視40週年台慶特別節目，共3集                        |
| 2009年2月1日-2012年1月                     | 中國電視公司                | 《挑戰面對面 唱旺新台灣》    |                                                      |
|                                            | 中視衛星                    | 《沈春華時間》               |                                                      |
| 2001年2月-2005年                           | 公共電視台                  | 《別小看我》                 | 兒童節目                                             |
|                                            | 中華電信大電視「U娛樂」頻道 | 《沈春華Live Show》          |                                                      |
| 2007年1月8日-2011年10月30日                | 中天綜合台                  | 《沈春華Life Show》          |                                                      |
| 2011年                                     | 中天綜合台                  | 《沈春華Woman Show》         |                                                      |
| 2012年7月23日-2013年1月25日                | 八大第一台                  | 《十點NEW一下》              | 後改名《新聞NEW一下》                                |
| 2011年                                     | 長天傳播                    | 《最後島嶼》                 | 紀錄片                                               |
| 2012年6月9日-2014年6月                     | 年代新聞台                  | 《從台灣看全球》             |                                                      |
| 2013年4月22日-2014年5月9日                 | 八大綜合台、高點綜合台      | 《愛情敲敲門》               |                                                      |
| 2014年7月19日-2015年2月21日                | 八大第一台                  | 《新聞會客室》               |                                                      |

### 廣播網路節目
| 年份                  | 網路平台 | 節目                             | 備註                                                                |
| 2018年-至今           | Podcast  | 《春風華語．聚焦台灣》           |                                                                     |
| 2020年-2022年11月24日 | Podcast  | 《沈春華 我們脫殼 Women's Talk》 | 到目前為止，EP-29是唯一沒有來賓的集數，僅有主持人沈春華一人獨自錄音 |

## 採訪過的國際知名人士
- 菲律賓總統艾若育（Gloria Macapagal-Arroyo，2001）
- 波蘭前總統華勒沙（Lech Walesa，1996）
- 菲律賓總統艾斯特拉達（Joseph Estrada，1994）
- 西班牙首相阿茲納（Aznar，1993，是當時的反對黨「人民黨」的領袖）
- 美國前參議院多數黨領袖——杜爾參議員（Sen. Bob Dole，1992）
- 美國前國防部長溫伯格（Mr. Casper Weinburger，1991）
- 美國前副總統參選人費拉蘿（Mrs. Geraldine Ferraro）
- 美國前白宮幕僚長霍華德·貝克（Mr. Howard Baker）
- 中視新聞台灣心情系列專訪黃春明、林懷民、彭蒙惠、李天祿等藝文人物
- 中視新聞挑戰系列專訪過連戰、江丙坤、劉兆玄、馬英九等政治人物
- 沈春華Life Show節目專訪過周星馳、張惠妹、周杰倫、蔡依林、林宥嘉、蕭敬騰、羅志祥、楊丞琳、張韶涵、張小燕、潘迎紫、劉墉、鄭愁予、小野、李玟、王金平、侯文詠、五月天、S.H.E、那英、甄妮等當紅名人

## 得獎紀錄

### 電視金鐘獎
| 年份   | 獲提名               | 獎項                               | 結果 |
| ------ | -------------------- | ---------------------------------- | ---- |
| 1983年 | 《快樂小天使》       | 第18屆金鐘獎最佳兒童節目主持人     | 獲獎 |
| 1984年 | 《快樂小天使》       | 第19屆金鐘獎最佳兒童節目主持人     | 獲獎 |
| 1984年 | 《我愛紅娘》         | 第19屆金鐘獎最佳綜藝節目主持人     | 獲獎 |
| 1985年 | 《我愛紅娘》         | 第20屆金鐘獎最佳綜藝節目主持人     | 獲獎 |
| 1986年 | 《媽媽為我加油》     | 第21屆金鐘獎最佳兒童節目主持人     | 獲獎 |
| 1987年 | 《咕咕感應圈》       | 第22屆金鐘獎最佳兒童節目主持人     | 獲獎 |
| 1991年 | 《中視新聞全球報導》 | 第26屆金鐘獎最佳電視新聞節目主持人 | 獲獎 |
| 1995年 | 《中視新聞全球報導》 | 第30屆金鐘獎最佳新聞節目主持人     | 獲獎 |
| 1997年 | 《親心識我心》       | 第32屆金鐘獎最佳教育文化節目主持人 | 獲獎 |
| 1999年 | 《中視新聞全球報導》 | 第34屆金鐘獎最佳新聞節目主持人     | 獲獎 |
| 2002年 | 《別小看我》         | 第37屆金鐘獎最佳兒童節目主持人     | 獲獎 |
| 2004年 | 《別小看我》         | 第39屆金鐘獎最佳兒童少年節目主持人 | 獲獎 |
| 2008年 | 《沈春華LIFE SHOW》  | 第43屆金鐘獎最佳綜合節目主持人     | 獲獎 |

### 中國文藝協會
| 年份   | 獲提名 | 獎項                                                       | 結果 |
| ------ | ------ | ---------------------------------------------------------- | ---- |
| 1993年 |        | 中國文藝協會主辦1993年（第三十四屆）中國文藝獎章新聞文藝獎 | 獲獎 |

### 銘報
| 年份   | 獲提名 | 獎項                                               | 結果 |
| ------ | ------ | -------------------------------------------------- | ---- |
| 1998年 |        | 大專院校大傳相關科系學生最欣賞主播（《銘報》調查） | 獲獎 |
| 1999年 |        | 大專院校大傳相關科系學生最欣賞主播（《銘報》調查） | 獲獎 |
| 2000年 |        | 大專院校大傳相關科系學生最欣賞主播（《銘報》調查） | 獲獎 |
| 2006年 |        | 大專院校大傳相關科系學生最欣賞主播（《銘報》調查） | 獲獎 |
| 2007年 |        | 大專院校大傳相關科系學生最欣賞主播（《銘報》調查） | 獲獎 |
| 2008年 |        | 大專院校大傳相關科系學生最欣賞主播（《銘報》調查） | 獲獎 |
| 2009年 |        | 大專院校大傳相關科系學生最欣賞主播（《銘報》調查） | 獲獎 |
| 2010年 |        | 大專院校大傳相關科系學生最欣賞主播（《銘報》調查） | 獲獎 |

### 聯廣公司
| 年份   | 獲提名 | 獎項 | 結果 |
| ------ | ------ | --- | ---- |
| 1999年 |        | 最具知名度、最具專業形象、最具親和力、口齒最清晰與觀眾偏好度最高之新聞主播（1999年10月，聯廣公司「收視質調查」） | 獲獎 |

### 廣電基金
| 年份   | 獲提名 | 獎項                                           | 結果 |
| ------ | ------ | ---------------------------------------------- | ---- |
| 1999年 |        | 最受歡迎女主播（廣電基金「電視新聞收視調查」） | 獲獎 |

### 奇摩調查
| 年份   | 獲提名 | 獎項                                                           | 結果 |
| ------ | ------ | -------------------------------------------------------------- | ---- |
| 2010年 |        | 2010最受歡迎女主播第一名 蟬聯+奇摩調查大家心中的超級主播第一名 | 獲獎 |

### 讀者文摘
| 年份   | 獲提名 | 獎項                                               | 結果 |
| ------ | ------ | -------------------------------------------------- | ---- |
| 2014年 |        | 第15屆《讀者文摘》最受信賴電視新聞時事節目主持人獎 | 獲獎 |

## 出版作品

### 著作
| 年份           | 書名                             | 出版社               | ISBN               |
| 1996年12月31日 | 《堅強弱女子》                   | 皇冠文化出版有限公司 | ISBN 9573313596    |
| 2007年8月6日   | 《兩滴眼淚的幸福》               | 皇冠文化出版有限公司 | ISBN 9789573323457 |
| 2025年1月22日  | 《在歲月裡淘金，一閃一閃亮晶晶》 | 天下文化             | ISBN 9786264171328 |

## 外部連結
- 沈春華 Live Show的Facebook專頁